# Bushidō

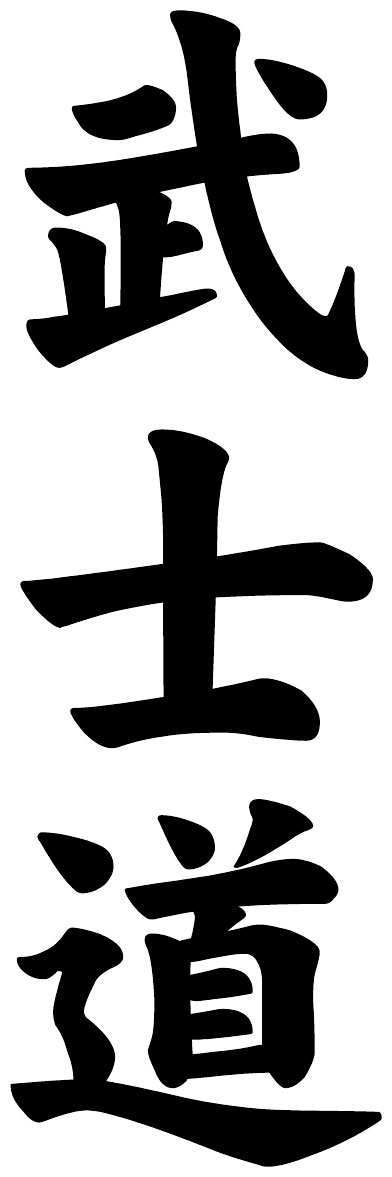
Bushidō in Kanji geschrieben.

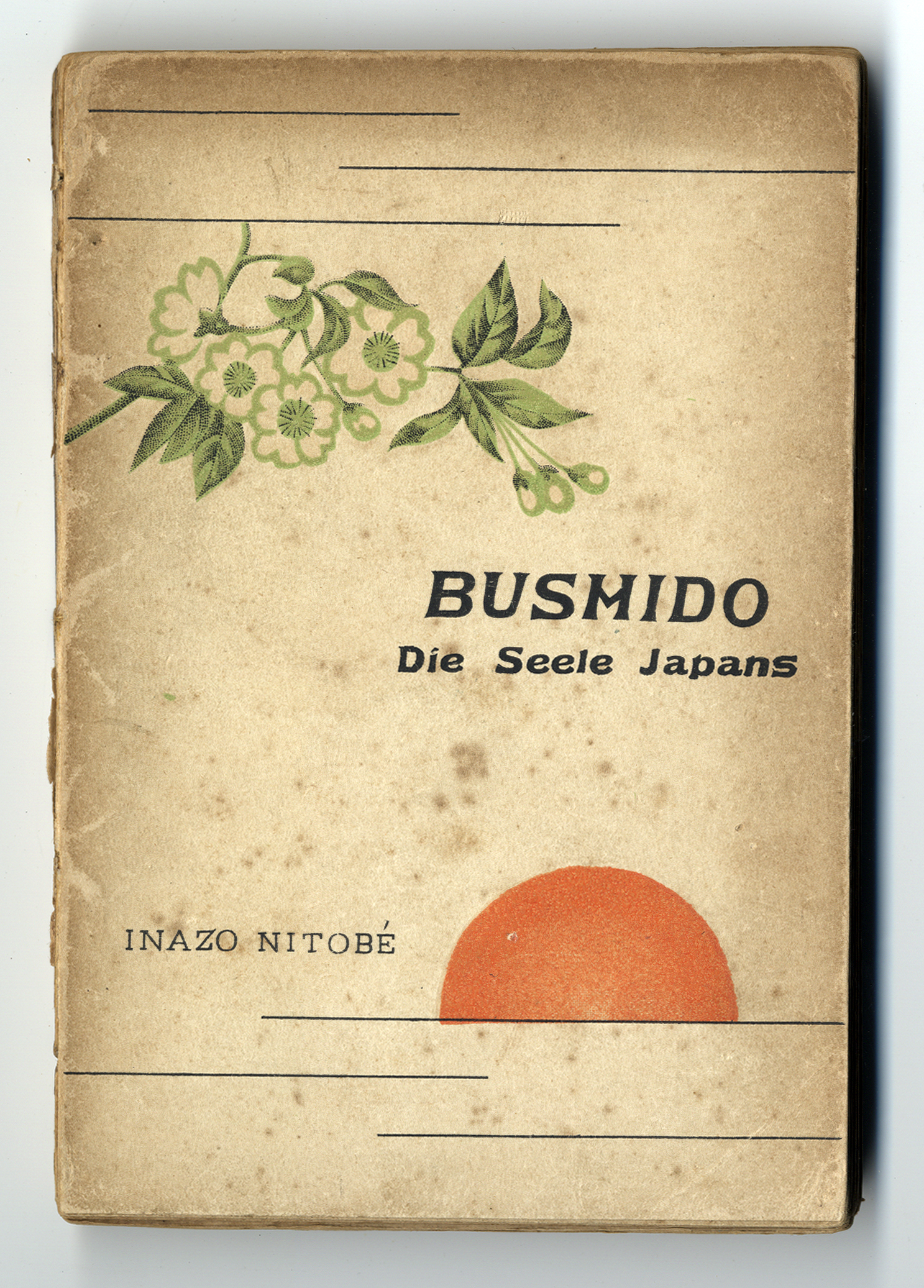
Hülle der deutschen Ausgabe von Nitobes Buch (Tokyo 1901)

Unter Bushidō (japanisch 武士道, wörtlich „Weg (dō) des Kriegers (Bushi)“), eingedeutscht Buschido, versteht man heute den Verhaltenskodex und die Philosophie des japanischen Militäradels, deren Wurzeln bis ins späte japanische Mittelalter zurückreichen. Die Grundzüge wurden dem Shintō, Buddhismus und Konfuzianismus entlehnt. Seine Ausprägung und Popularität verdankt der Begriff dem 1899 in englischer Sprache entstandenen Werk Bushido – the Soul of Japan von Inazo Nitobe. Insofern handelt es sich um einen mit Idealvorstellungen durchsetzten Rückblick, der im 20. Jahrhundert weiter interpretiert und z. T. auch instrumentalisiert wurde. Als Nitobe gegen Ende des 19. Jahrhunderts sein Werk verfasste und hierfür den Namen Bushidō wählte, war ihm nicht bewusst, dass der Ausdruck schon existierte.
Nitobe zufolge ist Bushidō ein ungeschriebener Kodex:

„Bushidō ist also der Kodex jener moralischen Grundsätze, welche die Ritter beachten sollten. Es ist kein in erster Linie schriftlich fixierter Kodex; er besteht aus Grundsätzen, die mündlich überliefert wurden und nur zuweilen aus der Feder wohlbekannter Ritter oder Gelehrter flossen. Es ist ein Kodex, der wahrhafte Taten heilig spricht, ein Gesetz, das im Herzen geschrieben steht. Bushidō gründet sich nicht auf die schöpferische Tätigkeit eines fähigen Gehirnes oder auf das Leben einer berühmten Person. Es ist vielmehr das Produkt organischen Wachsens in Jahrhunderten militärischer Entwicklung.“

Verwandte Begriff sind u. a. Budō (Weg des Krieges), Kakun (Hauskodex [der Samurai- und Hoffamilien]), Senjinkun (Schlachtfeld-Kodex) sowie Yūsoku kojitsu (Hof- und Krieger-Etikette).

## Etymologie und historische Quellen
Das Wort Bushidō erscheint erstmals in der 1616 abgeschlossenen Schrift Kōyō gunkan, welche die Strategien, Prinzipien und Kampferfahrungen des Takeda-Klans nachzeichnet. Er soll auch in der Gesetzgebung der Tokugawa-Periode nachweisbar sein. Mithin kam das Wort in einer Zeit auf, in der das Land nach den langen und brutalen Kriegen der Sengoku-Zeit vereint und unter der Herrschaft der Tokugawa befriedet war. Nun galt es, den Kriegerstand in eine staatstragende, disziplinierte Schicht von Samurai-Beamten zu überführen, wobei das Kriegshandwerk zugunsten moralisch-philosophischer Leitwerte in den Hintergrund trat.
Berühmt und während des Zweiten Weltkriegs in Japan wie auch in Deutschland genutzt wurde weiter die zwischen 1710 und 1716 von dem Samurai Tsunetomo Yamamoto verfasste Schrift Hagakure, eine Sammlung kurzer Erzählungen zum Leben der Samurai des Nabeshima-Klans, in denen der Autor der von ihm konstatierten Dekadenz seiner Zeit die alten kriegerischen Tugenden entgegensetzt.

## Verhaltenskodex und Philosophie
Bushidō ist eine Weiterentwicklung der Philosophie des Budō, die auf die Tätigkeit und Aufgaben eines Samurai abgestimmt wurde. Sie beschäftigt sich hauptsächlich mit der absoluten Loyalität des Samurai bzw. bushi gegenüber seinem Lehnsherren (Daimyō) und der Bereitschaft, für diesen und die Werte des Bushidō sein Leben zu lassen. Die Samurai genossen ein hohes Ansehen, nicht zuletzt weil der Kriegerstand in mehreren Epochen der Geschichte zur führenden Gesellschaftsschicht des Landes aufgestiegen war.
In den Lehnsschulen der Edo-Zeit erwarben die Söhne der Samurai-Familien neben ihrer Ausbildung in Kampfkünsten eine für ihre künftige Tätigkeit unabkömmliche Schulung in klassischer Literatur, Philosophie, Geschichte, Kalligraphie, Konfuzianismus usw.(文武両道, bumbu ryōdō, dt. beide Wege von Literatur und Krieg(skunst)).
Unter den Tugenden spielten nach Nitobe sieben eine wichtige Rolle im Selbstverständnis vieler Samurai. Besonders öffentliche, mit dem Verlust des „Gesichts“ (mentsu) verbundene Verstöße gegen diesen Tugenden wurden als unehrenhaft empfunden. In schwerwiegenden Fällen, bisweilen auch auf Anordnung des Lehnsherren, kam es zum rituellen Suizid (Seppuku) als Zeichen der Reue und Sühne.

### Die sieben Tugenden
1. Gi (義): Aufrichtigkeit, Gerechtigkeit, Rechtlichkeit
2. Yu (勇): Mut
3. Jin (仁): Menschlichkeit
4. Rei (礼): Einhaltung der Etikette, Höflichkeit
5. Makoto (誠) oder Shin (真): Wahrheit, Wahrhaftigkeit, Unverfälschtheit
6. Meiyo (名誉): Ehrbewusstsein
7. Chūgi (忠義), auch Chū (忠): Loyalität, Pflichtbewusstsein, Treue

### Die fünf Hauptforderungen
Die fünf Hauptforderungen des Bushidō, die auch unter dem Begriff Dōjōkun zusammengefasst werden, waren:
Treue
Treue gegenüber deinem Herrscher und Heimatliebe
Treue und Achtung vor den Eltern
Treue zu dir selbst, Fleiß
Höflichkeit
Liebe
Bescheidenheit
Etikette
Tapferkeit
Härte und Kaltblütigkeit
Geduld und Ausdauer
Schlagfertigkeit
Offenheit und Aufrichtigkeit
Ehrgefühl
Gerechtigkeit
Einfachheit
Reinheit
Manche religiös orientierte Schriften ordnen den Bushidō auch in sieben Tugenden entsprechend den sieben großen Kami des Shintō: Ehrlichkeit, Mut, Mitgefühl, Höflichkeit, Ehrhaftigkeit, Aufrichtigkeit und Loyalität.

## Geschichtliche Einordnung
Das Bushidō im gegenwärtigen Verständnis ist eine im historischen Rückblick entwickelte idealisierende Konstruktion. Die historische Realität zeigt auch beim japanischen Kriegerstand alle Züge des Menschen, also neben Rechtlichkeit, Loyalität, Ehrbewusstsein auch Verrat, Hinterhältigkeit, Bestechung, Meuchelmord, Parteiwechsel u. a. m.
Bushidō wurde so auch nie schriftlich oder religiös als Manifest für die Samurai vorgelegt, sondern summierte sich aus der japanischen Kultur, beeinflusst von verschiedenen Religionen und Philosophien sowie den jeweiligen Zeitumständen. Es war mehr eine den Alltag beeinflussende Denkweise, die sich besonders während der Edo-Zeit, also während des langen Friedens unter dem Tokugawa-Shōgunat ausbreitete.
Die Philosophie des Bushidō beeinflusste einige Kampfkünste, die mit den Waffen der Samurai ausgeführt werden, wie auch waffenlose Disziplinen (zum Beispiel einige Ju-Jutsu- und Karate-Stile). Geprägt wurde diese Philosophie wiederum vom Zen.